# Evropská makroseismická stupnice
Evropská makroseismická stupnice (EMS-98) je dvanáctistupňová stupnice, užívaná Evropskou seismologickou komisí k vyjádření makroseismické intenzity zemětřesení. Tato stupnice se používá v zemích Evropské unie včetně České republiky (zároveň se starší stupnicí MSK-64, zkratka z názvu Medvěděvova-Sponheuerova-Kárníkova stupnice).
Stupnice byla vyvinuta roku 1988 jako náhrada starší stupnice MSK-64, prošla několika revizemi, poslední je z roku 1998 (proto je také ve zkratce uváděno datum 98).

## Stručný popis Evropské makroseismické stupnice
| I. Nepocítěno          | Zemětřesení nebylo pocítěno. |
| II. Stěží pocítěno     | Pocítěno jen velmi málo jednotlivci v klidu v domech. |
| III. Slabé             | Pocítěno uvnitř budov některými osobami. Lidé v klidu pociťují jako houpání nebo lehké chvění. |
| IV. Značně pozorované  | Zemětřesení uvnitř budov cítí mnozí, venku jen výjimečně. Někteří lidé jsou probuzeni. Okna, dveře a nádobí drnčí. |
| V. Silné               | Uvnitř budov cítí většina, venku někteří. Mnozí spící se probudí. Někteří jsou vystrašení. Budovy vibrují. Visící objekty se značně houpají. Malé předměty se posouvají. Dveře a okna se otvírají a zavírají.                                                                                  |
| VI. Mírně ničivé       | Mnozí lidé jsou vystrašeni a vybíhají ven. Některé předměty padají. Mnohé budovy utrpí malé nestrukturální škody jako např. vlásečnicové trhliny nebo odpadnuté malé kousky omítky. |
| VII. Ničivé            | Většina lidí je vystrašena a vybíhá ven. Nábytek se posouvá. Předměty padají z polic ve velkém množství. Mnohé dobře postavené běžné budovy utrpí střední škody: malé trhliny ve zdech, opadá omítka, padají části komínů; ve stěnách starších budov jsou velké trhliny a příčky jsou zřícené. |
| VIII. Těžce ničivé     | Mnozí lidé mají problémy udržet rovnováhu. Mnohé domy mají velké trhliny ve stěnách. Některé dobře postavené běžné budovy mají vážně poškozené stěny. Slabé starší struktury se mohou zřítit.                                                                                                  |
| IX. Destruktivní       | Všeobecná panika. Mnoho slabých staveb se řítí. I dobře postavené běžné budovy utrpí velmi těžké škody: těžké poškození stěn a částečně i strukturální škody. |
| X. Velmi destruktivní  | Mnohé dobře postavené běžné budovy se řítí. |
| XI. Devastující        | Většina dobře postavených běžných budov se řítí. I některé seismicky odolné budovy jsou zničeny. |
| XII. Úplně devastující | Téměř všechny budovy jsou zničeny. |